# Vicariato apostolico di Rundu
Il vicariato apostolico di Rundu (in latino: Vicariatus Apostolicus Runduensis) è una sede della Chiesa cattolica in Namibia aggregata alla provincia ecclesiastica di Windhoek. Nel 2022 contava 127.210 battezzati su 343.820 abitanti. La sede è vacante.

## Territorio
Il vicariato apostolico comprende la parte nord-orientale della Namibia, incluso il dito di Caprivi.
Sede del vicariato è la città di Rundu, dove si trova la cattedrale di Santa Maria.
Il territorio è suddiviso in 11 parrocchie.

## Storia
Il vicariato apostolico è stato eretto il 14 marzo 1994 con la bolla Sollicitam sane curam di papa Giovanni Paolo II, ricavandone il territorio dal vicariato apostolico di Windhoek (oggi arcidiocesi).

## Cronotassi dei vescovi
Si omettono i periodi di sede vacante non superiori ai 2 anni o non storicamente accertati.
- Joseph Shipandeni Shikongo, O.M.I. (14 marzo 1994 - 16 novembre 2020 dimesso)
  - Sede vacante (dal 2020)
  - Linus Ngenomesho, O.M.I., dal 16 novembre 2020 (amministratore apostolico)

## Statistiche
Il vicariato apostolico nel 2022 su una popolazione di 343.820 persone contava 127.210 battezzati, corrispondenti al 37,0% del totale.
| anno | popolazione | popolazione | popolazione | presbiteri | presbiteri | presbiteri | presbiteri                | diaconi | religiosi | religiosi | parrocchie |
| anno | battezzati  | totale      | %           | numero     | secolari   | regolari   | battezzati per presbitero | diaconi | uomini    | donne     | parrocchie |
| ---- | ----------- | ----------- | ----------- | ---------- | ---------- | ---------- | ------------------------- | ------- | --------- | --------- | ---------- |
| 1999 | 80.400      | 238.000     | 33,8        | 17         | 6          | 11         | 4.729                     | 11      | 13        | 42        | 9          |
| 2000 | 78.700      | 236.500     | 33,3        | 19         | 6          | 13         | 4.142                     | 11      | 15        | 46        | 9          |
| 2001 | 87.600      | 249.800     | 35,1        | 18         | 5          | 13         | 4.866                     | 10      | 18        | 36        | 10         |
| 2002 | 88.500      | 251.700     | 35,2        | 19         | 6          | 13         | 4.657                     | 11      | 15        | 42        | 15         |
| 2003 | 89.640      | 275.500     | 32,5        | 21         | 6          | 15         | 4.268                     | 11      | 17        | 42        | 9          |
| 2004 | 91.464      | 298.976     | 30,6        | 18         | 5          | 13         | 5.081                     | 11      | 15        | 38        | 9          |
| 2010 | 101.000     | 314.000     | 32,2        | 16         | 3          | 13         | 6.312                     | 16      | 16        | 52        | 10         |
| 2014 | 99.124      | 342.000     | 29,0        | 21         | 5          | 16         | 4.720                     | 14      | 19        | 54        | 10         |
| 2017 | 100.210     | 326.000     | 30,7        | 22         | 5          | 17         | 4.555                     | 11      | 17        | 54        | 11         |
| 2020 | 107.023     | 315.462     | 33,9        | 18         | 6          | 12         | 5.945                     | 14      | 12        | 31        | 10         |
| 2022 | 127.210     | 343.820     | 37,0        | 24         | 7          | 17         | 5.300                     | 19      | 19        | 49        | 11         |